# Hypodryas fulgida
Hypodryas fulgida är en fjärilsart som beskrevs av Schultz 1908. Hypodryas fulgida ingår i släktet Hypodryas och familjen praktfjärilar. Inga underarter finns listade i Catalogue of Life.